# 意大利革命社会党
意大利革命社会党（義大利語：Partito Socialista Rivoluzionario Italiano，缩写为PSRI）是意大利历史上的一个社会主义政党。
1881年，安德里亚·科斯塔创建该党，最初取名为罗马涅革命社会党。科斯塔是一位由无政府主义转向民主社会主义的政治家，并在与安娜·库利斯乔夫结婚后创建该党。在1882年意大利大选中，科斯塔在罗马涅当选为意大利众议院议员，后来还担任伊莫拉市长。1893年9月10日，该党在卡洛·德拉瓦莱的领导下并入意大利工人社会党。